# مشرع لحدر (مولاي بوسلهام)
مشرع لحدر هي إحدى مشيخات المملكة المغربية، تتبع جغرافيا لإقليم القنيطرة وإداريًا لمولاي بوسلهام. يقدر عدد سكانها بـ 15745 نسمة حسب الإحصاء الرسمي للسكان والسكنى لسنة 2004.